# وولکر روث
وولکر روث (به انگلیسی: Volker Roth؛ ۱ فوریهٔ ۱۹۴۲ – ۱۷ فوریهٔ ۲۰۲۵) داور فوتبال اهل آلمان بود. وی بیشتر به خاطر نظارت بر دو بازی در جام جهانی فوتبال ۱۹۸۶ مکزیک شناخته می‌شود. وی، پس از بازنشستگی، مشاور داوری یوفا شد.
روث در ۱۷ فوریهٔ ۲۰۲۵ در سن ۸۳ سالگی درگذشت.